# Temporada 1997-98 del València CF
El València CF no va fer bon un paper la temporada 1997-98, quedant en novena posició en lliga després d'un pèssim inici lliguer, i sent eliminat de la Copa del Rei en huitens. La pretemporada va estar marcada pel desig de l'entrenador, Jorge Valdano, de renovar l'equip, provocant la baixa de catorze jugadors, i el fitxatge de 10 jugadors nous (més David Albelda i Miguel Ángel Angulo, cedits al Vila-real CF), i la incorporació en hivern d'Adrian Ilie. A més, es va recuperar a Romário, que havia estat cedit pels seus enfrontaments amb l'anterior entrenador, Luís Aragonés. Tanmateix, Romário va ser baixa per a dos mesos després de fer una innecessària xilena fora de l'àrea al Trofeu taronja. A més, un desastrós inici de lliga va fer que Valdano fóra cessat en la tercera jornada, després de perdre un partit contra el Racing de Santander on l'argentí posà sobre el terreny de joc més jugadors extracomunitaris dels permesos.
Amb Claudio Ranieri com a entrenador, el València tampoc no va millorar resultats, i Paco Roig va dimitir després d'una derrota del València, cuer, per 0-1 a Mestalla, ja que el públic es va posar a cridar en la seua contra després que la seguretat del camp intentara llevar una pancarta paròdica de Gol Gran. A partir de la jornada 15, amb un empat a l'Estadi d'Anoeta gràcies a un gol de Gaizka Mendieta, el València remunta el vol i acabaria la lliga en novena posició, podent disputar la Copa Intertoto.